# میرکو بلند
میرکو بلند (انگلیسی: Mirko Boland؛ زادهٔ ۲۳ آوریل ۱۹۸۷) بازیکن فوتبال اهل آلمان است.
از باشگاه‌هایی که در آن بازی کرده‌است می‌توان به باشگاه فوتبال دویسبورگ و باشگاه فوتبال آینتراخت برانشوایگ اشاره کرد.